# San Bonifacio
San Bonifacio is een gemeente in de Italiaanse provincie Verona (regio Veneto) en telde eind 2013 ongeveer 21.000 inwoners.

## Demografie
Het aantal inwoners steeg in de periode 1991-2013 met 34,5% volgens ISTAT.
| Jaar | Inwoneraantal |
| ---- | ------------- |
| 1991 | 15.647        |
| 2001 | 17.513        |
| 2004 | 18.810        |
| 2013 | 21.048        |

## Geografie
De gemeente ligt op ongeveer 31 m boven zeeniveau.
San Bonifacio grenst aan de volgende gemeenten: Arcole, Belfiore, Gambellara (VI), Lonigo (VI), Monteforte d'Alpone, Soave.

## Geboren
- Davide Rebellin (1971-2022), wielrenner
- Francesco Castegnaro (1994), wielrenner